# Paraceratheriidae
Paraceratheriidae — вимерла родина довгоногих безрогих носорогуватих, яка виникла в еоценову епоху. Перші Paraceratheriidae були розміром приблизно з великих собак, зростаючи поступово в пізньому еоцені та олігоцені. Вони були найбільш поширені в регіоні заплави тропічних лісів, які тепер є Казахстаном, Індією та південно-західним Китаєм, а також жили далі вглиб країни по всій північній та центральній Азії.
Парацератери досягли піку своєї еволюції від середнього олігоцену до раннього міоцену, де вони стали дуже великими травоїдними ссавцями. Більшість родів були розміром із сучасні тяглові коні та вимерлого гігантського коня Equus giganteus, а деякі виросли значно більшими. Найбільшим родом був Paraceratherium, який був більш ніж удвічі важчий за самця африканського слона і був одним із найбільших наземних ссавців, які коли-небудь жили. Однак вони залишалися обмеженими Азією, яка на той час була переважно низинною заплавою з пишною рослинністю. У Європі чи Північній Америці не було знайдено жодних викопних залишків парацератерів, хоча парацератери мали мільйони років можливості досягти цих регіонів. Зіткнення з Індійським субконтинентом і підняття Гімалаїв призвели до глобального похолодання, опустелювання і зникнення лісових місць існування, що призвело до вимирання цих гігантських унгулят.
Попри те, що деякі автори вважають парацератери підродиною Hyracodontidae, останні автори розглядають парацератери як окрему родину Paraceratheriidae (Wang et al. 2016 відновлюють гіракодонти як більш базальні, ніж парацератери).